# Cerdale
Cerdale es un género de peces de la familia Microdesmidae, del orden Perciformes. Este género marino fue descrito por primera vez en 1882 por David Starr Jordan y Charles Henry Gilbert.

## Especies
Especies reconocidas del género:
- Cerdale fasciata C. E. Dawson, 1974
- Cerdale floridana Longley, 1934
- Cerdale ionthas D. S. Jordan & C. H. Gilbert, 1882
- Cerdale paludicola C. E. Dawson, 1974
- Cerdale prolata C. E. Dawson, 1974

### Lectura recomendada
- Eschmeyer, William N. 1990. Genera of Recent Fishes. iii + 697.
- Eschmeyer, William N., ed. 1998. Catalog of Fishes. Special Publication of the Center for Biodiversity Research and Information, no. 1, vol 1-3. 2905.